# Columbus (2017)
Columbus ist eine romantische Tragikomödie des in Südkorea geborenen US-amerikanischen Filmemachers Kogonada, die am 22. Januar 2017 im Rahmen des Sundance Film Festivals Premiere feierte.

## Handlung
Casey arbeitet in einer lokalen Bücherei in der US-amerikanischen Stadt Columbus (Indiana) und kümmert sich um ihre Mutter, die sich gerade von einer Crystal-Meth-Abhängigkeit erholt. Die Stadt ist für ihre vielen modernistischen Gebäude berühmt. Eines Tages lernt die architekturinteressierte junge Frau, als sie zu einem Vortrag gehen will, der aber abgesagt wurde, den Koreaner Jin kennen. Der Mittdreißiger arbeitet als Übersetzer und reiste nach Columbus, weil sein Vater dort in einem Krankenhaus im Koma liegt. Der Professor sollte dort eigentlich den Vortrag über Architektur halten, den Casey besuchen wollte.
Jin und Casey stecken beide in komplizierten Lebenssituationen fest. Ihrer beider Zukunft ist ungewiss. Jin ist gestrandet in einer fremden Stadt fern seiner Heimat und kann die entfremdete Beziehung mit seinem Vater nicht kitten, weil dieser im Koma liegt. Casey kann Columbus und ihre Mutter nicht verlassen, um ihre eigenen Träume zu verwirklichen. Nur bei gemeinsamen Spaziergängen, bei denen sie die Architektur, die sie umgibt, näher betrachten, können sich beide entspannen, und während ihrer Gesprächen öffnen sie sich einander.

## Produktion

### Stab

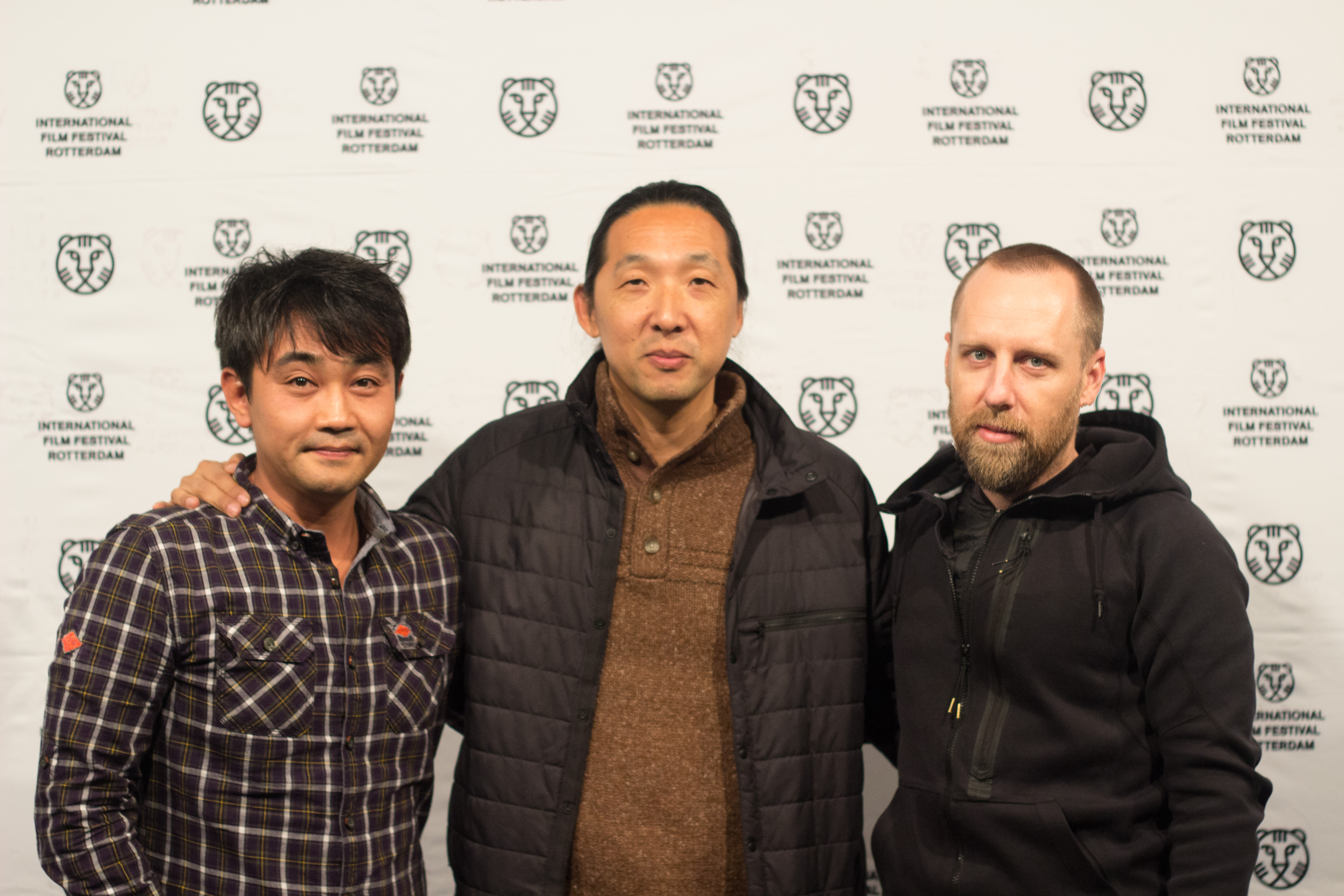
Ki Jin Kim, Kogonada und Elisha Christian beim International Film Festival Rotterdam 2017

Es handelt sich bei Columbus um das Regiedebüt bei einem Spielfilm von Kogonada, der auch das Drehbuch schrieb. Kogonada wurde in Südkorea geboren. Der Filmemacher ist vor allem durch seine Video-Essays bekannt geworden, in denen er Inhalt, Form und Strukturen von Filmen und TV-Serien analysierte. Seine wahre Identität möchte Kogonada nicht preisgeben.
Die Filmmusik stammt von der Post-Rock-Band Hammock. Der Soundtrack zum Film umfasst 16 Musikstücke und wurde Anfang November 2017 veröffentlicht.

### Veröffentlichung
Der Film feierte am 22. Januar 2017 im Rahmen des Sundance Film Festivals seine Weltpremiere. Ab 24. Juni 2017 wurde der Film beim Filmfest München vorgestellt. Am 4. August 2017 kam der Film in die US-amerikanischen Kinos. Im Oktober 2017 erfolgte eine Vorstellung beim London Film Festival. Im April 2018 wurde der Film beim Belfast Film Festival gezeigt.

## Rezeption

### Kritiken
Der Film konnte bislang 97 Prozent Kritiker bei Rotten Tomatoes überzeugen und erhielt hierbei eine durchschnittliche Bewertung von 8,3 der möglichen 10 Punkte. Bei Metacritic erhielt der Film einen Metascore von 89 von 100 möglichen Punkten.
Brian Formo von Collider sagt: „It’s an impressive directorial debut. And although attention and interest sometimes wanes during the runtime, it always looks splendid, and Richardson puts the story on her shoulders and elevates the film into a beguiling, thin air. She lends the beautiful but empty buildings a beating heart.“

### Auszeichnungen (Auswahl)
Gotham Awards 2017
- Nominierung für den Bingham-Ray-Award als Bester Nachwuchsregisseur (Kogonada)
- Nominierung für das Beste Drehbuch (Kogonada)
- Nominierung als Beste Darstellerin (Haley Lu Richardson)
- Nominierung für den Publikumspreis[11][12]

Independent Film Festival of Boston 2017
- Auszeichnung mit dem Special Jury Prize	– Narrative Feature (Kogonada)

Independent Spirit Awards 2018
- Nominierung als Bester Erstlingsfilm (Kogonada)
- Nominierung für das Beste Erstlingsdrehbuch (Kogonada)
- Nominierung für die Beste Kamera (Elisha Christian)
- Nominierung für den Piaget Producers Award (Giulia Caruso und Ki Jin Kim)[13]

International Film Festival Rotterdam 2017
- Nominierung für den Tiger Award

Los Angeles Online Film Critics Society Awards 2018
- Nominierung als Bester Erstlingsfilm (Kogonada)[14]

San Francisco Film Critics Circle Awards 2017
- Nominierung in der Kategorie Special Citation for under-appreciated independent cinema[15]